# Progresistas (Brasil)
Progresistas (en portugués, Progressistas; PP) —inicialmente denominado Partido Progresista Brasileño (PPB) y luego Partido Progresista (PP)— es un partido político brasileño de ideología conservadora en temas sociales. El partido es heredero de ARENA, denominación política que apoyó a la dictadura militar de 1964, y su sucesor directo, el PDS, de quien conserva su código electoral, el 11.

## Historia
Se fundó en 1995 como Partido Progressista Brasileiro (PPB) tras la fusión del Partido Progresista Reformador y otro Partido Progresista fundado un año antes. En 2003 cambió su denominación por la de PP actual. El partido apoyó a Fernando Henrique Cardoso en una coalición junto al PSDB y el PFL.
En el 2002 consiguió 49 diputados de un total de 513 y en las elecciones presidenciales apoyó a José Serra del Partido de la Social Democracia Brasileña (PSDB) que salió derrotado ante Lula da Silva y su Partido de los Trabajadores (PT).
Cuatro años después, en las elecciones generales del 2006 perdió 7 diputados y no apoyó oficialmente a ningún candidato presidencial.
En el 2010 consiguió 44 diputados de un total de 513, y 5 senadores de un total de 81.
En 2016, el presidente del partido, el senador Ciro Nogueira, anunció que había solicitado a sus afiliados que integraban el gobierno de Dilma Rousseff que renunciaran a sus cargos. Los primeros en dimitir fueron el ministro de Integración Nacional, Gilberto Occhi, y el presidente de la empresa estatal Codevasf, Felipe Mendes. La salida de Progresistas de la coalición de gobierno se sumó a la del Partido del Movimiento Democrático Brasileño (PMDB) del entonces vicepresidente, Michel Temer. Posteriormente el partido apoyó el proceso de destitución de Dilma Rousseff.[cita requerida]
Es el partido más afectado por el escándalo de corrupción Petrobras.

## Resultados electorales

### Elecciones presidenciales
|  | 53.06 % |

|  | 46.91 % |

|  | 56.05 % |

|  | 41.59 % |

|  | 51.64 % |

|  | 4.76 % |

|  | 43,20 % |

|  | 49,10 % |

### Elecciones parlamentarias
|  | 11,35 % |

|  | 14,95 % |

|  | 7,81 % |

|  | 4,49 % |

|  | 7,15 % |

|  | 5,01 % |

|  | 6,55 % |

|  | 5,38 % |

|  | 6,61 % |

|  | 2,16 % |

|  | 5,57 % |

|  | 4,39 % |

|  | 7,90 % |

|  | 7,47 % |

## Miembros
- Paulo Maluf
- Jair Bolsonaro
- Esperidião Amin
- Roberto Campos
- Ana Amélia Lemos
- Blairo Maggi
- Antônio Delfim Netto
- Ricardo Barros
- Eduardo Paes
- Ciro Nogueira